# Diritti LGBT in Libano
I diritti LGBT in Libano sono condizionati dalle dinamiche sociali e politiche del paese. L'omosessualità è fortemente stigmatizzata dalla società e punita per legge con una pena massima di un anno di reclusione, secondo l'articolo 534 del suo Codice penale. A partire dal XXI secolo si è verificata una parziale tolleranza nei confronti dell'omosessualità in ambito giuridico e a Beirut si è sviluppata una comunità LGBT che accoglie anche numerosi rifugiati dal resto del mondo arabo. Insieme alla Tunisia, il Libano risulta uno dei paesi arabi più aperti nei confronti del mondo LGBT.

## Leggi sull'attività sessuale tra persone dello stesso sesso
Dal 1943, secondo l'articolo 534 del suo Codice penale vieta di avere rapporti sessuali "contraddittori alle leggi della natura", punibile fino a un anno di reclusione. L'applicazione della legge era stata varia e spesso avveniva attraverso arresti di polizia occasionali.

### Condanne per omosessualità
Nel 2002, la polizia ha fatto irruzione nell'abitazione di una donna, dopo che sua madre l'aveva denunciata di averle rubato dei soldi.
Dopo aver fatto irruzione nella casa, la polizia ha trovato la donna intenta ad avere rapporti sessuali con un'altra donna, accusandola di sodomia.
Nel 2007, il giudice Mounir Suleiman ha avviato un'indagine penale su due uomini arrestati ai sensi dell'articolo 534, affermando che l'omosessualità fosse "contraria alle regole della natura" e che era "innaturale" nei confronti della società.

### Eventi recenti

#### Anni 2000

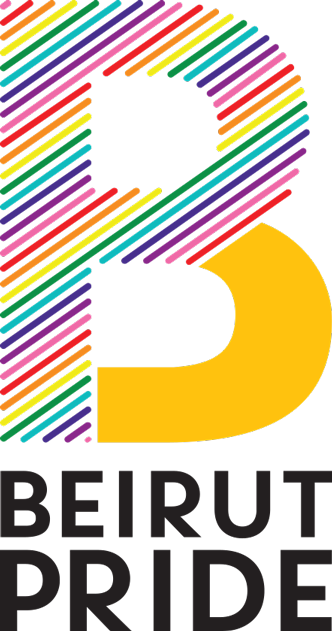
Logo del Beirut Pride

Molte sono le organizzazioni che si battono affinché questo reato venga ufficialmente cancellato. Nel 2005 nasce infatti la rivista "Barra (Fuori)", portavoce della loro organizzazione non governativa Helem, nata nel 2001 come prima associazione di omosessuali nel mondo arabo, 14 anni prima che ciò accadesse in Tunisia, con Shams.
Nel marzo 2003 un raid della polizia portò all'arresto e all'incriminazione di 200 persone in base all'articolo 534. Vennero comunque tutti rilasciati dopo poche ore.

#### Anni 2010-2020

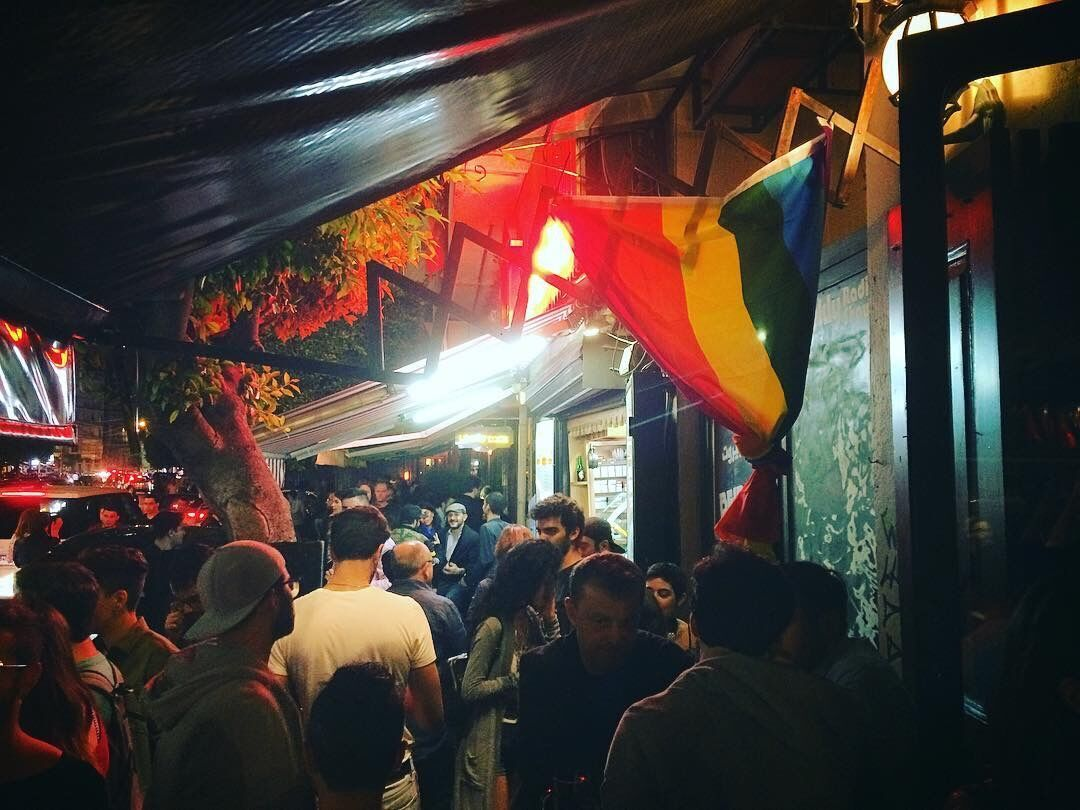
Bandiera arcobaleno appesa in un locale in Libano

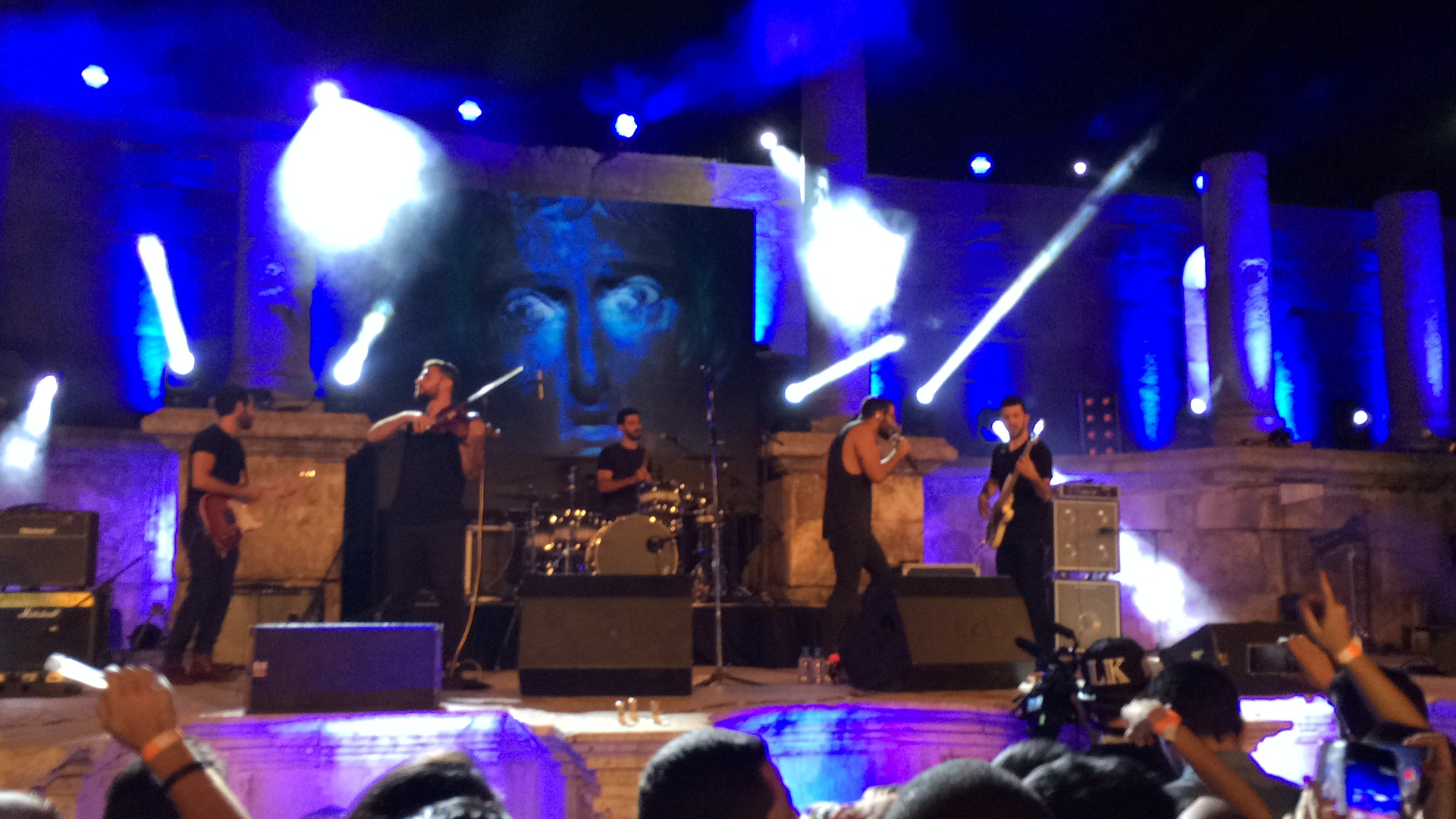
I mashrou Leila in un'esibizione ad Amman, Giordania, nel 2016

Nel 2012 il famoso cantante libanese Mika ha dichiarato pubblicamente di essere omosessuale; mentre nel 2017 la band musicale Mashrou' Leila, il cui cantante Hamed Sinno è dichiaratamente omosessuale, ha tenuto un concerto in Egitto, dove è stata sventolata una bandiera arcobaleno.
Il fatto suscitò numerose proteste e finì nei media nazionali, scatenando degli arresti da parte delle autorità egiziane.
Nel 2013 è diventato il primo paese del Medio Oriente ad eliminare l'omosessualità dall'elenco delle malattie mentali, dopo che l'11 luglio la Società psichiatrica libanese (LPS) rilasciò una dichiarazione in cui affermò che l'omosessualità non fosse un disturbo mentale e come non avesse bisogno di essere curata: "L'omosessualità di per sé non causa alcun problema di giudizio, stabilità, affidabilità o capacità sociali e professionali. Il presupposto che l'omosessualità sia il risultato di disturbi della dinamica familiare o di uno sviluppo psicologico squilibrato si basa su informazioni errate. La terapia di conversione, che cerca di "convertire" gay e bisessuali in etero non ha alcun risvolto scientifico. Si chiede pertanto a coloro che esercitano la professione di operatori sanitari di fare affidamento solo sulla scienza quando danno opinioni e cure in questa materia".
Il 28 gennaio 2014 un tribunale del comune di Judaydat al-Matn ha rifiutato di aprire un'indagine contro un caso di una donna transgender accusata di aver avuto un rapporto sessuale "innaturale" con un uomo.
Nel gennaio 2017, un giudice libanese ha contestato l'arresto di alcuni uomini per condotta omosessuale. Nella sua sentenza, il giudice Maalouf ha fatto riferimento a una disposizione del codice penale a tutela della libertà di espressione, l'articolo 183, il quale afferma che "un atto compiuto nell'esercizio di un diritto senza abuso non è considerato un reato. Inoltre se non arreca alcun danno, il reato non sussiste".
Nel 2018 a Beirut si è svolta la prima settimana dell'orgoglio gay in tutto il mondo arabo, comunque ostracizzata dalla polizia dopo le varie pressioni religiose. La manifestazione prese il nome di Beirut pride.
Il 30 marzo 2019, una corte marziale libanese ha decretato che l'omosessualità non è un reato, rifiutando di condannare 4 omosessuali, i quali comunque hanno ricevuto il congedo dall'esercito.
Nel giugno 2022, durante il Pride Month , il ministro dell'Interno Bassam Mawlawi ha ordinato alle forze di sicurezza interna di "prendere immediatamente le misure necessarie per prevenire qualsiasi tipo di celebrazione, incontro o raduno da parte della comunità LGBTQ a seguito delle pressioni delle autorità religiose all'interno del Paese", dichiarando inoltre: "L'omosessualità è contraria alle abitudini e ai costumi della nostra società e ai principi religiosi. In questo caso le libertà personali non possono essere invocate".
Pochi giorni dopo, l'Associazione psichiatrica Libanese ha rilasciato un comunicato sottolineando la propria posizione sull'omosessualità, affermando: "in quanto psichiatri, vorremmo chiarire che l'omosessualità non può essere considerata una malattia richiedente cure".
Nel 2023 il ministero della Cultura ha vietato la proiezione del film Barbie perché, secondo l'accusa, promuoverebbe l'omosessualità.

## Politica
Al momento, solo il partito politico Kataeb supporta la decriminalizzazione dell'omosessualità nel Paese. Nessuno dei partiti di maggioranza e/o di minoranza del paese sono d'accordo nel concedere maggiori diritti agli omosessuali.
Nel 2018 Kollouna Watani, che nelle elezioni ebbe 66 candidati, propose la decriminalizzazione dell'omosessualità. Dozzine di candidati ne hanno comunque parlato.
Il 1 settembre 2020, Martine Najem Kteily, vice presidente del Movimento Patriottico Libero, affermò che il suo partito preme affinché venga abrogato l'articolo 534 del Codice Penale.

## Diritti delle persone transgender
Nel gennaio 2016, la Corte d'Appello di Beirut ha concesso a un uomo transgender di avere il cambio dei suoi documenti, in accordo al trattamento della sua privacy.
Tuttavia le persone transgender hanno ancora delle difficoltà per quanto riguarda il cambio di genere e devono affrontare dei procedimenti giudiziari per la riassegnazione del sesso.

## Opinione pubblica
Secondo un sondaggio del 2007, il 79% dei libanesi intervistati riteneva che l'omosessualità non dovesse essere accettata dalla società, mentre il 18% si riteneva a favore della sua accettazione. Nel 2020 l'85% della popolazione si riteneva contrario all'omosessualità, mentre il 13% si dichiarava favorevole alla sua accettazione.
Secondo un sondaggio di Arab Barometer del 2019, l'8% degli intervistati supporta il delitto d'onore, comparato al 6% che accetta l'omosessualità.
Il 32% dei libanesi tra i 15 e gli 80 anni hanno violenti atteggiamenti omofobi, con maggiore tolleranza da parte di chi invece aveva amici o famigliari gay, istruzione universitaria, salario più alto e maggiore sensibilità verso tematiche sociali.

## Tabella riassuntiva
| Attività sessuale omosessuale legale                                                                        | /      |
| Uguale età del consenso                                                                                     | No     |
| Leggi contro la discriminazione nei luoghi di lavoro                                                        | No     |
| Legislazione anti-discriminazione nell'uso di beni e servizi                                                | No     |
| Leggi anti-discriminatorie in tutte le altre aree (inclusa la discriminazione indiretta e i crimini d'odio) | No     |
| Leggi contro le espressioni d'odio                                                                          | No     |
| Matrimonio omosessuale                                                                                      | No     |
| Riconoscimento tramite unione civile delle coppie dello stesso sesso                                        | No     |
| Adozione del figlio del partner da parte di coppie dello stesso sesso                                       | No     |
| Adozione da parte di coppie dello stesso sesso                                                              | No     |
| Possibilità per gay e lesbiche si servire apertamente nelle forze armate                                    | No     |
| Diritto di cambiare genere legalmente                                                                       | (2016) |
| Accesso alla fecondazione in vitro per le coppie lesbiche                                                   | No     |
| Maternità surrogata per le coppie gay                                                                       | No     |
| Possibilità di donazione del sangue per gli uomini che hanno rapporti sessuali con altri uomini             | No     |